# Caragobius burmanicus
A Caragobius burmanicus a csontos halak (Osteichthyes) főosztályának a sugarasúszójú halak (Actinopterygii) osztályába, ezen belül a sügéralakúak (Perciformes) rendjébe, a gébfélék (Gobiidae) családjába és az Amblyopinae alcsaládjába tartozó faj.

## Rendszertani besorolása
Murdy (Volz, 1903—E. Murdy, pers. Comm. 2/04) szerint, a Caragobius burmanicus a Trypauchenopsis intermedia szinonimája.

## Előfordulása
A Caragobius burmanicus Mianmar endemikus hala.

## Megjelenése
Ez a hal legfeljebb 10 centiméter hosszú.

## Életmódja
Trópusi gébféle, amely egyaránt megél az édes- és brakkvízben is. Általában a pocsolyák fenekén található meg.